# James A. Shannon

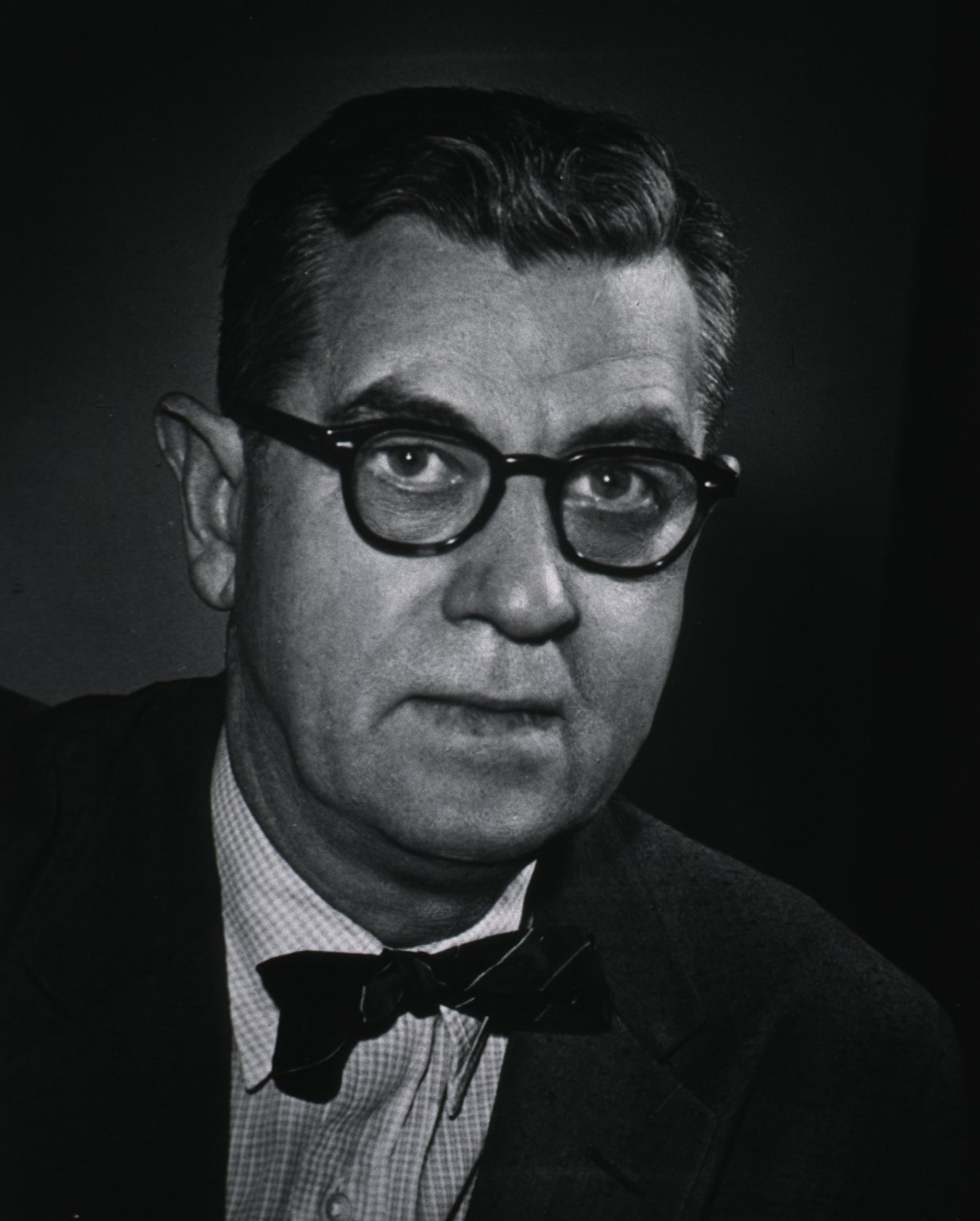
James A. Shannon

James Augustine Shannon (* 9. August 1904 in Queens, New York City; † 20. Mai 1994 in Baltimore) war ein US-amerikanischer Mediziner (Nephrologe), Wissenschaftsmanager und 1955 bis 1968 Direktor der National Institutes of Health.
Shannon studierte am College of the Holy Cross in Worcester (Massachusetts) und Medizin an der New York University mit dem M.D. 1929 und dem Ph.D. in Physiologie 1935. Er war ab 1931 Mitglied der Fakultät und befasste sich dort mit Nierenforschung. 1941 war er Assistant Professor und von 1942 bis 1946 Associate Professor an der New York University. Er war verantwortlich für das neue Goldwater Memorial Hospital der Universität auf der heutigen Roosevelt Island, das der Forschung diente und insbesondere im Zweiten Weltkrieg der Malariaforschung, für die dort die klinischen Tests von Chemotherapeutika stattfanden. 1946 bis 1949 war er Direktor des Squibb Institute of Medical Research. In dieser Zeit überzeugte er den Träger des Instituts, die Pharmafirma E. R. Squibb, davon mit der Produktion des Antibiotikums Streptomycin zu beginnen. Er war ab 1949 an den National Institutes of Health, wo er die Forschung am National Heart Institute leitete und aufbaute. 1952 wurde er für die gesamte Forschung verantwortlich (In House Research) und 1955 Direktor. Während seiner dreizehnjährigen Amtszeit konnte er das Budget um durchschnittlich 20 Prozent pro Jahr auf 1,4 Milliarden Dollar am Ende seiner Amtszeit steigern und machte die NIH zu den weltweit größten Förderstätten biomedizinischer Forschung. Nach seinem Ruhestand 1968 war er Berater des Präsidenten der National Academy of Sciences und 1970 wurde er Professor für Biomedizin an der Rockefeller University und Assistent und Berater von deren Präsidenten. 1975 bis 1980 war er dort Adjunct Professor.
Er forschte über die Physiologie der Nieren und klinische Nephrologie (Erkrankungen der Niere) und seine Forschungen im Zweiten Weltkrieg zu Medikamenten gegen Malaria (Entwicklung von Chloroquin, dringend während des Südpazifik-Kriegs von den US-Streitkräften benötigt da die japanische Eroberung Südostasiens den Chinin-Nachschub unterbrach) brachte ihm 1948 die Presidential Medal of Merit.
1974 erhielt er die National Medal of Science. Er war Mitglied der National Academy of Sciences, der American Academy of Arts and Sciences sowie der American Philosophical Society und zeitweise Präsidentenberater. Er war Fellow des Royal College of Physicians.
Er war seit 1933 mit der Ärztin Alice Waterhouse verheiratet und hatte einen Sohn und eine Tochter. Das zentrale Verwaltungsgebäude der NIH ist nach ihm benannt.